# Frederick Catherwood
Frederick Catherwood (Hoxton, Inglaterra, 27 de febrero de 1799 - Isla de Terranova, Canadá, 20 de septiembre de 1854) fue un explorador, dibujante, arquitecto y fotógrafo inglés que murió ahogado tras el hundimiento del vapor SS Artic, en el que viajaba de Liverpool a Nueva York. 
Su interés por el arte clásico lo llevó a visitar las ruinas de Taormina, de Mesina y de Siracusa en Sicilia. De ahí, realizó viajes a Grecia, Turquía, Líbano, Egipto, Colombia y Palestina realizando dibujos y aguafuertes de los yacimientos encontrados. De estos viajes realizados, son famosos y extraordinarios los dibujos que realizó en Baalbek.
Posteriormente, se hizo famoso por sus exploraciones de las ruinas de la civilización maya en compañía del escritor estadounidense John Lloyd Stephens.

## Viajes con Stephens

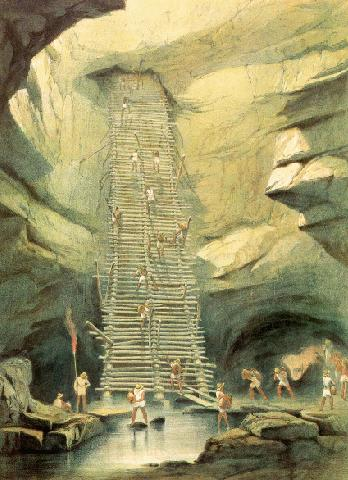
Cenote de Bolonchén, Campeche, 1844

En el año 1836 conoció a John Lloyd Stephens en Londres, con quien forjó una gran amistad. Tras leer el relato de las ruinas de Copán publicado por Juan Galindo, decidieron visitar América Central a fin de completar esa documentación con más datos e ilustraciones. Los expedicionarios alcanzaron su objetivo en 1839 y se mantuvieron juntos durante los años siguientes, visitando y documentando decenas de yacimientos arqueológicos, muchos de ellos por vez primera.

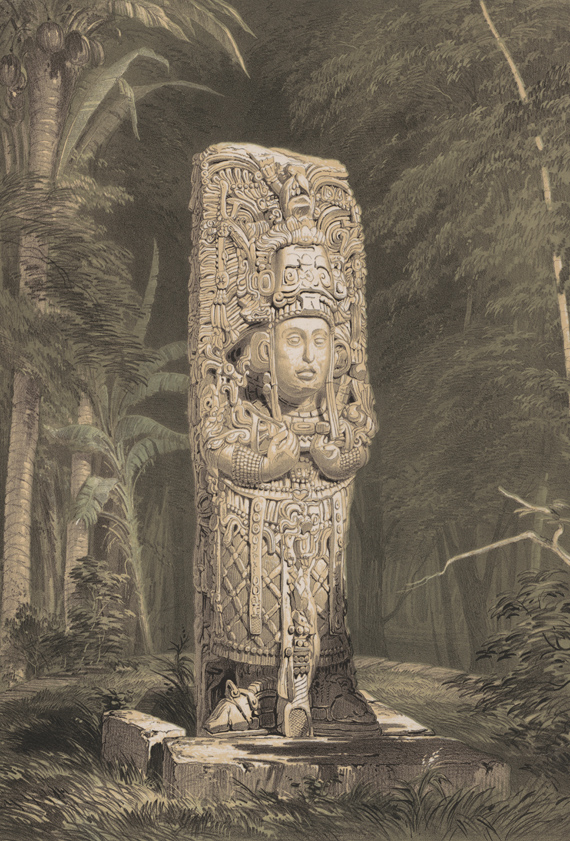
Estela de Copán (sitio arqueológico), (1844)

Juntos publicaron el libro Incidentes de viajes a Centroamérica, Chiapas y Yucatán, 1841, con textos de Stephens e ilustraciones basadas en los dibujos de Catherwood. Para la realización de sus dibujos, Catherwood utilizó cámara lúcida obteniendo espléndidos resultados.
Stephens y Catherwood volvieron a Yucatán para realizar nuevas exploraciones, publicando posteriormente Incidentes de viajes a Yucatán, 1843. Para la realización de sus dibujos, Catherwood llevó también una cámara fotográfica (daguerrotipo) con la intención de documentar los hallazgos. Sin embargo, la cámara solo fue empleada para congraciarse con sus anfitriones mexicanos, sacando retratos de los mismos.
En los siguientes años, Catherwood publicó Vistas de antiguos monumentos de América Central, Chiapas y Yucatán en 1844, donde incluyó 25 litografías en color de aguafuertes, de varias ruinas.

## Exposición e incendio
Gran parte de su obra, compuesta de dibujos y pinturas, fue expuesta en un edificio de la calle Prince en Nueva York. La exposición se llamaba Panorama de Tebas y Jerusalén, pero el 31 de julio de 1842 tuvo lugar un incendio que destruyó el edificio. Los dibujos que se salvaron del desastre se encontraban en los talleres editoriales de Harper & Brothers, donde se preparaba la publicación de la obra de Stephens. Actualmente su obra está distribuida entre diferentes museos y colecciones privadas.

## Construcción de ferrocarril y muerte
En 1845 se integró como ingeniero en la compañía ferroviaria Damerar para el proyecto del primer ferrocarril en América del Sur. Debido a su trabajo viajó frecuentemente a California, la Guayana Británica, Panamá y Londres. 
En 1854, después de la muerte de su amigo y compañero de viaje John L. Stephens, se encargó de realizar a manera de homenaje la publicación del libro Incidentes del viaje a América Central. En septiembre de ese año, emprendió el viaje de Liverpool a Nueva York en el vapor SS Artic. Sin embargo, la embarcación colisionó con el vapor francés Vesta cerca de las costas de Terranova, y no sobrevivió al desastre marítimo. La noticia de su muerte fue inadvertida por los periódicos de la época. 
En 2007 se abrió en la ciudad de Mérida, en Yucatán, la Casa Frederick Catherwood con una colección de las litografías de Vistas de antiguos monumentos de América Central.

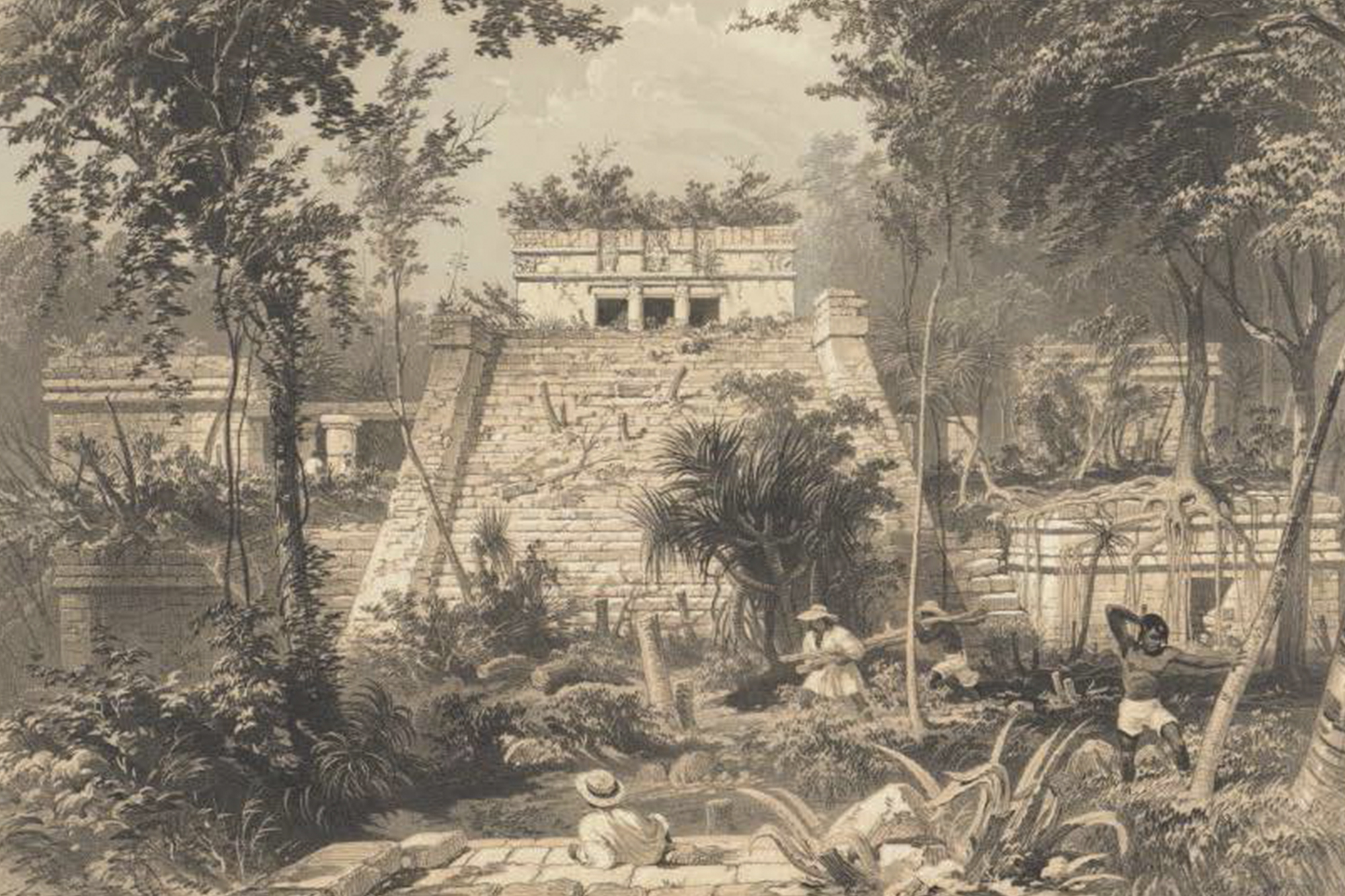
Pirámide principal en Tulum, en Vistas a viejos monumentos.